# 新普拉塔
新普拉塔是巴西南大河州的一个市镇。总面积258.752平方公里，总人口22257人，人口密度86人/平方公里。